# ONE PIECE グランドバトル! 3
『ONE PIECE グランドバトル! 3』は、2003年12月11日にバンダイから発売された、尾田栄一郎の漫画『ONE PIECE』を原作としたPlayStation 2・ニンテンドー ゲームキューブ用ゲームソフト。

## 概要
漫画・アニメ『ONE PIECE』の対戦アクションゲーム『ONE PIECE グランドバトル!』シリーズ第3作目。ハードがPlayStation 2・ニンテンドー ゲームキューブのマルチプラットフォームとなり、グラフィック及びシステムを一新。2Dアクションであった過去2作から、3Dアクションに変わり立体的なバトルを繰り広げることができる。ステージは360°動くことができるACV（アクティブチェイスビュー）が搭載されている。これにより、対戦キャラを常に画面に左右に位置するようカメラワークがコントロールされるため、前作までと同様2D感覚でプレイ可能となっている。
新モードに4人から最大16人のキャラがトーナメント方式で対戦する「グランドツアーズ」モードが搭載。イベントバトルは前作同様、全5回戦で5人目で特定の組み合わせになるとスペシャルボスイベントが発生する。
GC版はゲームボーイアドバンスとつなぐことで、2004年3月に発売されたGBA用ソフト『ONE PIECE ゴーイングベースボール』の体験版をダウンロードできる。

### 新システム
ガードクラッシュ
ガード中の相手に強攻撃の1発目を当てるとガードを崩すことができる。
ハイダッシュ
すばやい移動で相手に急接近する。間にアイテムBOXがあると相手にぶつけることができる。
メシチャージバー
食料アイテムを取るとバーが増え、最大2つまでたまる。必殺技では1つ、奥義は2つ消費する。
奥義
全キャラが持つ最大攻撃。必殺技同様始動技がヒットすると奥義が発動。相手よりHPが少ないと奥義の威力が上がる。奥義シーンは専用BGMが流れる。

## 登場キャラクター
☆印は新キャラ。
モンキー・D・ルフィ
声 - 田中真弓
攻撃：A、防御：A、素早さ：C、総合：A
ゴムゴムの舞踏
相手をつかみ、鐘・鞭・銃弾・銃乱打の4連コンボを浴びせる。
ゴムゴムの暴風雨
相手を蹴り上げ遠心力を利用して上昇しながらの銃乱打。
奥義 ゴムゴムの花火“黄金牡丹”
ゴムゴムの回転弾で吹き飛ばし後、花火“黄金牡丹”を放ち、トドメは黄金回転弾で黄金の鐘にたたきつける。
ロロノア・ゾロ
声 - 中井和哉
攻撃：B、防御：B、素早さ：C、総合：B
三刀流“百八煩悩砲”
三本の刀から放つ飛ぶ斬撃。
一刀流「居合」“獅子歌歌”
相手の攻撃を受けると発動。一刀流による居合切り。
奥義 三刀流奥義“三千世界”
相手に突進し瞬時に切り裂く三刀流奥義。相手の背後にはミホークの幻影が写る。
ナミ
声 - 岡村明美
攻撃：D、防御：D、素早さ：A、総合：D
衝撃貝
ガン・フォールから受け取った衝撃貝を相手に放つ。
ウェイバー
蜃気楼で相手を惑わせ、ウェイバーで相手に突進する。
奥義 トルネード＝テンポ
トルネード＝テンポで相手を吹き飛ばし後、本物の竜巻が襲い掛かる。
ウソップ
声 - 山口勝平
攻撃：D、防御：C、素早さ：A、総合：D
ウソップア～アア～
ベルトに固定したロープの反動を利用し、相手に体当たりする。
死んだふりハンマー
ケチャップ星で死んだふりをして相手を欺き、ハンマーですねを攻撃。
奥義 ウソップ“粉砕”
ハリボテの5tハンマーで相手をタコ殴りにする。
サンジ
声 - 平田広明
攻撃：C、防御：C、素早さ：B、総合：C
羊肉ショット
一瞬で相手の各部を攻撃する連続蹴り。
粉砕
相手の攻撃を受けると発動。上空から回転して反動をつけ踵落としを叩き込む。
奥義 仔牛肉ショット
上空から蹴り下ろし、各部を蹴りつけた後に蹴り飛ばす。対戦キャラが女性の場合、台詞だけでなくBGMも変化する。
トニートニー・チョッパー
声 - 大谷育江
攻撃：D、防御：D、素早さ：B、総合：D
助っ人「ガン・フォール“空の騎士”」
笛で呼び出したガン・フォールがランスで切り裂く。
ランブルボール
ランブルボールを取り出すためかばんをあさり、色々な物が相手に飛び散る。最後は爆薬が相手に当たって吹き飛ぶ。
奥義 刻蹄“桜”～刻蹄“十字架”
弱点を分析し刻蹄桜と刻蹄“十字架”を放つ。
ニコ・ロビン
声 - 山口由里子
攻撃：C、防御：C、素早さ：D、総合：C
六輪咲き クラッチ
6本の腕で相手を拘束し、関節技で背骨をへし折る。
三十輪咲き ハング
繋げた手で相手を上空に落ち上げた後、地面にたたきつける。
奥義 百花繚乱「大飛燕草」
地面に咲かせた百本の手で相手を吹き飛ばし、トドメはクラッチ。
スモーカー
声 - 大場真人
攻撃：B、防御：B、素早さ：D、総合：B
助っ人「たしぎ“鎌居太刀”」
たしぎが相手に切りかかる。
奥義 ホワイトアウト
煙で相手を捕らえ、ビローアバイクで突撃した後、ホワイトブローを放つ。
サー・クロコダイル
声 - 大友龍三郎
攻撃：B、防御：A、素早さ：D、総合：B
砂漠の向日葵
相手を流砂につき落とす。
奥義 干割&浸食輪廻
掌を地面に当て地表の全てを砂に変え相手を飲み込む。
☆ワイパー
声 - 相沢正輝
攻撃：C、防御：B、素早さ：A、総合：B
燃焼砲
バズーカから強力なガスバーナーを放つ。
奥義 排撃貝
相手を蹴り飛ばし、大砲を撃った後、相手に張り付き排撃貝を放つ。
☆オーム
声 - 竹本英史
攻撃：B、防御：D、素早さ：D、総合：C
白荊デスマッチ
鉄雲で相手を捕らえ、有刺鉄線トラップで串刺しにする。
奥義 助っ人「四神官“4つの試練”」
シュラ・ゲダツ・サトリがそれぞれ攻撃を仕掛け、トドメは鉄の鞭で相手を切り裂く。
☆エネル
声 - 森川智之
攻撃：A、防御：B、素早さ：A、総合：A
神の裁き
相手の真上から雷の光線を落とす。
6000万V 雷龍
3000万V 雷鳥・雷獣、6000万V 雷龍の連続攻撃。
奥義 万雷～雷迎
マクシムから発生した雷雲から雷を落とし、巨大な幕放電の塊を相手にたたきつける。

### 隠しキャラクター
イベントバトルでエネルを出現させた後、各条件をクリアすると出現するキャラクター。
☆ヒナ
声 - 中友子
攻撃：C、防御：C、素早さ：C、総合：C
禁縛
相手を檻でロックし殴り飛ばす。
奥義 助っ人「ジャンゴ&フルボディ“黒ヤリの陣”」
ジャンゴとフルボディが飛ばした黒ヤリで相手を囲み、殴り飛ばした後黒ヤリにたたきつける。
Mr.2・ボン・クレー
声 - 矢尾一樹
攻撃：C、防御：C、素早さ：C、総合：C
マネマネチェンジ
技発動時に特定のボタンを押すと技が変化する。種類は世界一変な顔、クリケット、パンダマンの3種類。
奥義 Lastwaltz
オカマ拳法の「爆撃白鳥アラベスク」。背景にはアラバスタ編で披露した詩が映る。
ポートガス・D・エース
声 - 古川登志夫
攻撃：A、防御：A、素早さ：B、総合：A
火祭
連続パンチを浴びせ、炎を纏った拳でフィニッシュ。
奥義 火拳
辺りを火の海に変え、ストライカーで突進した後、火拳を放つ。
シャンクス
声 - 池田秀一
攻撃：A、防御：A、素早さ：B、総合：A
失せろ!
相手をにらみつけ、ひるんだ隙を一瞬にして切り裂く。
奥義 助っ人「赤髪海賊団“宴だ!”」
ベックマンが相手をライフルで殴り飛ばした後、瞬時に間合いに入って連続切り、トドメは上空から大地を砕く程の衝撃波で切りつける。

### その他
ガン・フォール
声 - 八奈見乗児
コニス
声 - 高橋理恵子
パガヤ、パンダマン
声 - 大場真人
たしぎ
声 - 野田順子
サトリ
声 - 高戸靖広
シュラ
声 - 太田真一郎
ゲダツ、フザ
声 - 高塚正也
ホーリー、ヒグマ
声 - 服巻浩司
ラキ
声 - 富沢美智恵
アイサ
声 - 鈴木真仁
ジャンゴ
声 - 矢尾一樹
フルボディ
声 - 石川英郎
Dr.くれは
声 - 野沢雅子
ドルトン
声 - 小野健一
ワポル
声 - 島田敏
ネフェルタリ・ビビ
声 - 渡辺美佐
ネフェルタリ・コブラ
声 - 家弓家正
カルー
声 - 粗忽屋
モンブラン・クリケット
声 - 谷口節
ショウジョウ
声 - 田の中勇
ベラミー
声 - 高木渉
ベン・ベックマン、マシラ
声 - 田原アルノ
ロックスター
声 - 郷里大輔
五老星、アタっちゃん
声 - 増谷康紀
バギー、ウープ・スラップ村長
声 - 千葉繁
マーシャル・D・ティーチ
声 - 大塚明夫

## アイテム
過去作同様、各ステージにあるタル、木箱、宝箱を壊すとアイテムが出現する。また、各ステージ内にいるキャラがアイテムBOXを投げてくれることがある。
フルーツ
取るとメシチャージバーが少し増える。前10種類あり、効果はどれも同じ。
骨付き肉
取るとメシチャージバーが満タンになり、HPも少し回復する。
宝剣
一定時間必殺技・奥義以外の攻撃力があがる。
盾
一定時間必殺技・奥義以外の防御力があがる。
靴
一定時間すばやさがあがる。
爆弾
一定時間経過後、爆発し爆炎に触れるとダメージを受ける。
バギー玉
バギー海賊団のマークが入った赤い爆弾。通常の爆弾より爆発のダメージや範囲が大きいが、出現率は低い。
ランタン
ランタンが壊れると炎上し、一定時間ダメージを受け続ける。炎は触れることで相手に移すことができる。
毒キノコ
胞子に触れると毒状態となり一定時間ダメージを受ける。
蜂の巣
壊すと蜂の群れが襲い掛かってくる。相手に攻撃すると蜂の攻撃を誘導できる。
爆弾リンゴ
ジャヤ専用アイテム。効果は爆弾と同じだが、ダメージが少ない不発弾も混じっている。
コナッシュ
神の島専用アイテム。原作にも登場した空島の果実。壊すとフルーツと同効果の食料アイテムになることがある。非常に硬いため投擲武器にも使える。
貝（ダイアル）
神の島専用アイテム。衝撃貝を攻撃することでダメージをため、たまった状態で相手にぶつけると大ダメージを与える。
びっくり雲
神の島専用アイテム。爆発、蛇の毒、槍、炎、花の中からランダムで飛び出す。花のみダメージを受けない。

## ステージ
ドラム城
ドラム城の屋根の上で戦うステージ。ステージ全体に雪が積もっており、歩き回ると雪が解ける。口だけ状態のワポルを相手に投げつけると、相手を飲み込みダメージを与える。一定時間おきにラパーンがステージ内に雪玉を投げつけてくる。これに触れると凍り付いてしまう。
アルバーナ
アルバーナ宮殿前のステージ。ステージ全体の地面が砂になっており、地割れがあちこちにあり、塵旋風も発生する。時折カルーに乗ったビビがアイテムBOXを投げ入れてくる。コブラに攻撃すると（ビビが攻撃された場合も）怒り出し、近づいた相手にキングチョップを喰らわせる。
ジャヤ
モックタウンのトロピカルホテル前広場のステージ。足場と浅瀬の周りに深い海が広がっている。時折海からマシラがアイテムBOXを投げ入れてくる。ベラミーに攻撃すると、ステージ全体を暴れ周りどちらかの真上に落下する（一定時間放置していても攻撃してくる）。
スカイピア・神の島
シャンドラの遺跡がある上層遺跡のステージ。島雲に潜んでいる神兵に攻撃すると飛び出して攻撃してくる。サトリがびっくり雲を投げてくることがある。一定時間おきにうわばみが瓦礫やアイテムを吐き出してくる。
マクシム
エネルの能力で空を飛ぶ船「マクシム」のステージ。ステージ上の電球などを攻撃すると、歯車が高速回転し突風が発生する。また、雷鳴と共に船の前方から雷が飛んでくる。
聖地マリージョア
修行モードである条件をクリアすると使用可能となるステージ。アイテムは発生するが、大きなギミックはないシンプルな構成。ギャラリーに五老星や七武海のミホーク・ドフラミンゴ・くまがいる。
フーシャ村
ある条件をクリアすると使用可能となる隠しステージ。山賊に攻撃するとステージ内に爆弾を落としてくる。ステージ上の草を抜くとアイテムが出現することがある。牛に攻撃すると怒って突進してくる。

## 主題歌
『ウィーアー!』
歌：きただにひろし